# Liste des édifices labellisés « Architecture contemporaine remarquable » de la Gironde
Cet article recense les édifices labellisés « Architecture contemporaine remarquable » de la Gironde, en France.
Le label « Architecture contemporaine remarquable » remplace depuis 2016 l'ancien label « Patrimoine du XXe siècle ». Il ne prend en compte que des édifices de moins de 100 ans à la date de labellisation, et qui ne sont pas protégés comme monuments historiques.
Au début 2024, la Gironde compte 48 édifices ainsi labellisés.

## Liste
| Monument                                                            | Commune             | Adresse                                                 | Coordonnées                        | Notice     | Date | Illustration                                            |
| ------------------------------------------------------------------- | ------------------- | ------------------------------------------------------- | ---------------------------------- | ---------- | ---- | ------------------------------------------------------- |
| Arcachon Marines                                                    | Arcachon            | Rue Gérard-Gentil                                       | 44° 39′ 22″ nord, 1° 10′ 02″ ouest | ACR0000992 | 2015 | Image manquante Téléverser                              |
| Station climatique de la Dune                                       | Arcachon            | 156 boulevard de la Côte-d'Argent                       | 44° 38′ 42″ nord, 1° 11′ 27″ ouest | ACR0000991 | 2015 | Image manquante Téléverser                              |
| Villa Casa Sylva                                                    | Arcachon            | 23 allée Gabriele-d'Annunzio                            | 44° 38′ 39″ nord, 1° 11′ 58″ ouest | ACR0000994 | 2015 | Image manquante Téléverser                              |
| Villa Kypris                                                        | Arcachon            | 2 avenue Saint-François-Xavier                          | 44° 38′ 22″ nord, 1° 11′ 56″ ouest | ACR0000995 | 2007 | Image manquante Téléverser                              |
| Base sous-marine                                                    | Bordeaux            |                                                         | 44° 50′ 05″ nord, 0° 35′ 03″ ouest | ACR0001008 | 2015 | Base sous-marine                                        |
| Centre de tri postal Saint-Jean                                     | Bordeaux            | 2 bis rue Charles-Domercq                               | 44° 49′ 42″ nord, 0° 33′ 21″ ouest | ACR0001009 | 2007 | Centre de tri postal Saint-Jean                         |
| Cité administrative                                                 | Bordeaux            | 2 rue Jules-Ferry Caudéran                              | 44° 50′ 30″ nord, 0° 36′ 04″ ouest | ACR0000997 | 2015 | Cité administrative                                     |
| Cité du Grand Parc                                                  | Bordeaux            |                                                         | 44° 51′ 21″ nord, 0° 35′ 05″ ouest | ACR0001010 | 2015 | Image manquante Téléverser                              |
| Cité universitaire de Budos                                         | Bordeaux            | 17 rue Budos                                            | 44° 49′ 35″ nord, 0° 35′ 10″ ouest | ACR0000998 | 2015 | Cité universitaire de Budos                             |
| Collège Francisco-Goya                                              | Bordeaux            | 56 rue du Commandant-Arnould                            | 44° 50′ 03″ nord, 0° 34′ 38″ ouest | ACR0000999 | 2007 | Image manquante Téléverser                              |
| Commissariat de police                                              | Bordeaux            | 7 rue Fernand-Cazères                                   | 44° 51′ 06″ nord, 0° 36′ 58″ ouest | ACR0001554 | 2007 | Image manquante Téléverser                              |
| Crèche et bains-douches (actuellement salle des fêtes)              | Bordeaux            | Place Adolphe-Buscaillet                                | 44° 50′ 27″ nord, 0° 34′ 38″ ouest | ACR0001000 | 2007 | Image manquante Téléverser                              |
| École nationale de la magistrature                                  | Bordeaux            | 9 rue du Maréchal-Joffre 10 rue des Frères-Bonie        | 44° 50′ 11″ nord, 0° 34′ 44″ ouest | ACR0001001 | 2007 | École nationale de la magistrature                      |
| Établissement Calvet                                                | Bordeaux            | 75 cours du Médoc                                       | 44° 50′ 19″ nord, 0° 35′ 15″ ouest | ACR0001002 | 2007 | Image manquante Téléverser                              |
| Groupe scolaire de la Benauge                                       | Bordeaux            |                                                         | 44° 50′ 42″ nord, 0° 32′ 40″ ouest | ACR0001003 | 2015 | Image manquante Téléverser                              |
| Maison familiale d'Yves Salier                                      | Bordeaux            | 3 rue de Lyon                                           | 44° 50′ 44″ nord, 0° 35′ 33″ ouest | ACR0001841 | 2023 | Image manquante Téléverser                              |
| Piscine Galin                                                       | Bordeaux            | Rue Galin                                               | 44° 50′ 46″ nord, 0° 35′ 45″ ouest | ACR0001005 | 2015 | Image manquante Téléverser                              |
| Quartier de La Benauge et salle des sports                          | Bordeaux            |                                                         | 44° 50′ 36″ nord, 0° 32′ 38″ ouest | ACR0001004 | 2015 | Quartier de La Benauge et salle des sports              |
| Salle des fêtes du Grand Parc                                       | Bordeaux            | 39 cours de Luze Cité du Grand-Parc                     | 44° 51′ 26″ nord, 0° 34′ 44″ ouest | ACR0001007 | 2007 | Image manquante Téléverser                              |
| Théatre La Pergola                                                  | Bordeaux            | Rue Fernand-Cazères                                     | 44° 51′ 05″ nord, 0° 36′ 58″ ouest | ACR0001006 | 2007 | Image manquante Téléverser                              |
| Tribunal de grande instance                                         | Bordeaux            | 30 rue des Frères-Bonie                                 | 44° 50′ 12″ nord, 0° 34′ 49″ ouest | ACR0001012 | 2007 | Tribunal de grande instance                             |
| Hôtel Saint-James                                                   | Bouliac             | 3 place Camille-Holstein                                | 44° 48′ 51″ nord, 0° 30′ 14″ ouest | ACR0001555 | 2007 | Image manquante Téléverser                              |
| Maison Latapie                                                      | Floirac             | 18 rue du 8-mai-1945                                    | 44° 50′ 25″ nord, 0° 32′ 27″ ouest | ACR0001735 | 2023 | Image manquante Téléverser                              |
| Chapelle de l'institut national des jeunes sourds                   | Gradignan           | 25 cours du Général-de-Gaulle                           | 44° 46′ 18″ nord, 0° 36′ 54″ ouest | ACR0001013 | 2015 | Image manquante Téléverser                              |
| Église Notre-Dame-des-Flots                                         | Lacanau             | Avenue de l'Adjudant-Guittard                           | 45° 00′ 11″ nord, 1° 11′ 53″ ouest | ACR0001014 | 2015 | Image manquante Téléverser                              |
| Marina de Talaris                                                   | Lacanau             | 1 place aux Pains                                       | 44° 59′ 25″ nord, 1° 06′ 02″ ouest | ACR0001669 | 2021 | Image manquante Téléverser                              |
| Maison Jacques Salier                                               | Latresne            | 10 chemin Sonney                                        | 44° 47′ 45″ nord, 0° 28′ 51″ ouest | ACR0001015 | 2007 | Image manquante Téléverser                              |
| Église Notre-Dame-des-Flots                                         | Lège-Cap-Ferret     | Boulevard de la Plage                                   | 44° 39′ 04″ nord, 1° 14′ 37″ ouest | ACR0001020 | 2015 | Église Notre-Dame-des-Flots                             |
| Presbytère de la chapelle Notre-Dame-des-Pins du Piquey             | Lège-Cap-Ferret     |                                                         | 44° 43′ 26″ nord, 1° 12′ 17″ ouest | ACR0001586 | 2016 | Presbytère de la chapelle Notre-Dame-des-Pins du Piquey |
| Tétrodons du VVF de Claouey                                         | Lège-Cap-Ferret     | Avenue Édouard-Branly                                   | 44° 45′ 04″ nord, 1° 11′ 05″ ouest | ACR0001021 | 2012 | Image manquante Téléverser                              |
| Maison de Pierre Lajus                                              | Mérignac            | 14 rue François-Villon                                  | 44° 50′ 03″ nord, 0° 39′ 37″ ouest | ACR0001646 | 2021 | Image manquante Téléverser                              |
| Maison Diamant                                                      | Mérignac            | 21 rue Louis-Jouvet                                     | 44° 50′ 52″ nord, 0° 39′ 19″ ouest | ACR0001022 | 2015 | Image manquante Téléverser                              |
| Usine de produits pharmaceutiques, laboratoire Sarget               | Mérignac            | Avenue John-Fitzgerald-Kennedy Angle rue Henri-Vigneaux | 44° 49′ 59″ nord, 0° 39′ 50″ ouest | ACR0001023 | 2007 | Image manquante Téléverser                              |
| Club nautique                                                       | Pauillac            | Port de Plaisance                                       | 45° 11′ 25″ nord, 0° 45′ 22″ ouest | ACR0001024 | 2015 | Image manquante Téléverser                              |
| Cité Castors                                                        | Pessac              | 37 avenue Pierre-Cérésole                               | 44° 47′ 39″ nord, 0° 40′ 32″ ouest | ACR0001025 | 2015 | Image manquante Téléverser                              |
| Résidence Le Compostelle                                            | Pessac              | Rue du Relais Rue de Compostelle Rue Léo-Ferré          | 44° 47′ 41″ nord, 0° 36′ 29″ ouest | ACR0001839 | 2023 | Image manquante Téléverser                              |
| Bâtiment d'accueil de la grotte de Pair-non-Pair                    | Prignac-et-Marcamps | 2 chemin de Pair-non-Pair                               | 45° 02′ 30″ nord, 0° 30′ 10″ ouest | ACR0001026 | 2019 | Image manquante Téléverser                              |
| Maison de M. Naturel : villa Quand-même et Mépris                   | Sainte-Hélène       | 5 route de Castelnau                                    | 44° 57′ 56″ nord, 0° 53′ 02″ ouest | ACR0001027 | 2015 | Maison de M. Naturel : villa Quand-même et Mépris       |
| École nationale supérieure d'architecture et de paysage de Bordeaux | Talence             | 740 cours de la Libération                              | 44° 47′ 37″ nord, 0° 36′ 18″ ouest | ACR0001030 | 2020 | Image manquante Téléverser                              |
| Hameau de Noailles                                                  | Talence             | 167 avenue de la Vieille-Tour 36 rue du Haut-Carré      | 44° 48′ 41″ nord, 0° 35′ 50″ ouest | ACR0001028 | 2015 | Image manquante Téléverser                              |
| Institut régional du travail social                                 | Talence             | 9 avenue François-Rabelais                              | 44° 47′ 49″ nord, 0° 35′ 54″ ouest | ACR0001029 | 2015 | Image manquante Téléverser                              |
| Maison Galinou                                                      | Talence             | 3 rue André-Messager                                    | 44° 47′ 47″ nord, 0° 35′ 30″ ouest | ACR0001840 | 2023 | Image manquante Téléverser                              |
| Villa Canopé                                                        | La Teste-de-Buch    | 1 rue des Genêts Le Moulleau                            | 44° 39′ 04″ nord, 1° 09′ 08″ ouest | ACR0000993 | 2015 | Image manquante Téléverser                              |
| Villa Lyside                                                        | La Teste-de-Buch    | 270 boulevard de la Côte-d'Argent                       | 44° 38′ 20″ nord, 1° 12′ 07″ ouest | ACR0000996 | 2015 | Image manquante Téléverser                              |
| Batterie des Arros, GI305a                                          | Le Verdon-sur-Mer   |                                                         | 45° 32′ 46″ nord, 1° 03′ 42″ ouest | ACR0001018 | 2015 | Image manquante Téléverser                              |
| Batterie des Arros, GI307                                           | Le Verdon-sur-Mer   |                                                         | 45° 32′ 46″ nord, 1° 03′ 42″ ouest | ACR0001019 | 2015 | Image manquante Téléverser                              |
| Gare du bac                                                         | Le Verdon-sur-Mer   |                                                         | 45° 33′ 36″ nord, 1° 03′ 48″ ouest | ACR0001016 | 2015 | Image manquante Téléverser                              |
| Station radar Vogel                                                 | Le Verdon-sur-Mer   |                                                         | 45° 32′ 46″ nord, 1° 03′ 42″ ouest | ACR0001017 | 2015 | Image manquante Téléverser                              |